# Atentado contra la casa cuartel de Zaragoza
El atentado contra la casa cuartel de Zaragoza se produjo el 11 de diciembre de 1987 en la ciudad de Zaragoza (España) y fue perpetrado por la organización terrorista ETA. Consistió en la explosión de un coche bomba con unos 250 kg de amonal estacionado junto a la casa cuartel de la Guardia Civil de la ciudad, ocasionando 11 muertos (entre ellos cinco niñas) y 88 heridos, la mayoría de ellos civiles.
La autoría de la matanza de Zaragoza correspondió al Comando Argala, un comando itinerante de la organización terrorista compuesto por ciudadanos franceses que regresaban a Francia tras la comisión de los atentados, al no tener las autoridades españolas jurisdicción en territorio francés. Años más tarde, entre 1989 y 1992, fueron detenidos tanto los autores materiales como los intelectuales del atentado en varias operaciones policiales.

## El atentado

### Contexto
El atentado de Zaragoza se produjo sólo seis meses después de que, el 19 de junio anterior, ETA materializara la mayor masacre de su historia, al colocar un coche bomba en el aparcamiento de un centro comercial de Hipercor en Barcelona que ocasionó la muerte de 21 personas. Durante ese año 1987 se intentó entablar negociaciones entre la banda terrorista y el gobierno de Felipe González, que se dieron por finalizadas el 5 de noviembre con el Pacto de Madrid, con el que los principales partidos políticos españoles firmaron una declaración conjunta, con la que denunciaban la falta de legitimidad de ETA para expresar la voluntad del Pueblo vasco y, consecuentemente, rechazaban su pretensión de negociar y emplazaban formalmente a la banda a abandonar las armas.
El atentado de Zaragoza fue interpretado, por tanto, como la respuesta de la organización terrorista al acuerdo alcanzado por los partidos. La dirección de ETA en esos tiempos, correspondía al colectivo Artapalo, responsable de algunos de los atentados más sanguinarios de la organización y desarticulado en 1992.

### Objetivo
La casa cuartel de la Guardia Civil en Zaragoza, situada en la Avenida de Cataluña, era un edificio de 4 plantas, sin protección especial, en el que habitaban unas 40 familias de guardias civiles, un total de 180 personas.

### Hechos

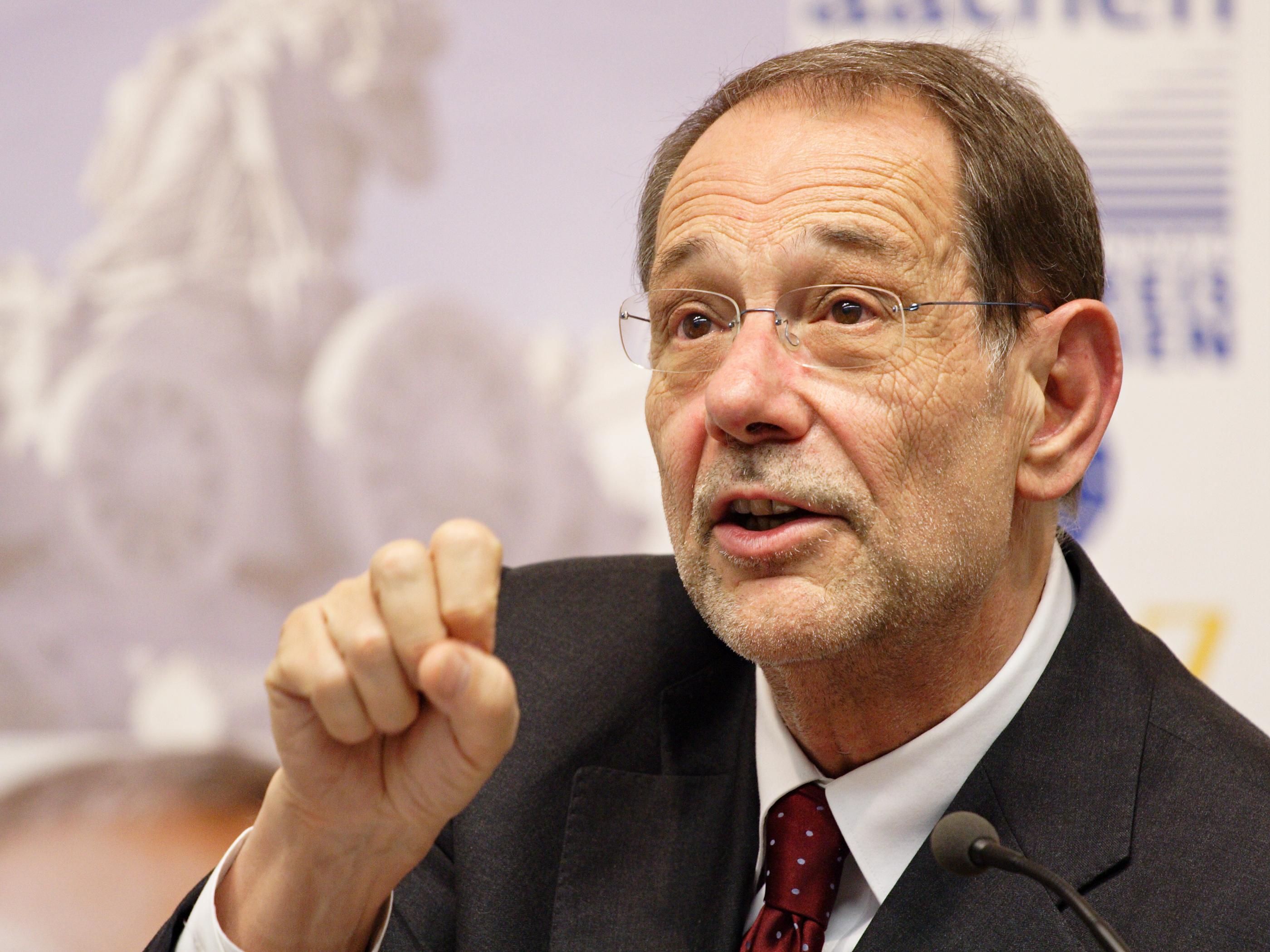
Javier Solana fue el primer miembro del Gobierno en condenar el atentado.

A las 6:10 de la mañana del 11 de diciembre el guardia civil que custodiaba la puerta del cuartel se apercibió de que dos hombres estacionaban un vehículo Renault 18 frente a ésta. Cuando se dirigió hacia ellos para avisarles de que no podían dejar el automóvil allí, éstos se dieron a la fuga, por lo que sospechó que podría tratarse de un atentado y procedió a regresar al cuartel a dar la voz de alarma. En ese momento, los terroristas montaron en otro vehículo y abandonaron el lugar.
Sin tiempo para avisar a las personas que dormían en la casa cuartel, los 250 kg de amonal que contenía el Renault 18 explotaron, produciendo un inmenso boquete y el derribo instantáneo de las cuatro plantas del edificio. La onda expansiva afectó también a las casas colindantes. Inmediatamente llegaron al lugar efectivos de la Cruz Roja, fuerzas de seguridad y personal médico para socorrer a las víctimas. El derrumbe del edificio provocó que se tuviera que proceder al desescombro en busca de personas atrapadas. El trasiego de vehículos de urgencia fue enorme, y propició la muerte accidental del conductor de un ciclomotor que fue arrollado por un vehículo militar.
Los bomberos fueron extrayendo escombros y fueron apareciendo las víctimas, hasta un total de 11, entre las que se encontraban dos gemelas de 3 años, una niña de 7 años y otra de 6. Además, se produjeron 88 heridos, algunos de los cuales sufrieron serias amputaciones.
Los trabajos se prolongaron durante toda la noche. A las 13 h. del día siguiente se encontró el cuerpo sin vida de una niña de 3 años, y a las 13:45 los últimos cuerpos, que correspondían a Ángel Alcaraz y Mª Dolores Franco, esposa de un guardia civil también fallecido.
El Portavoz del Gobierno, Javier Solana fue el primer miembro del ejecutivo en comparecer ante la prensa tras el atentado:

“quiero manifestar el sentimiento de pesar, el dolor y también la solidaridad a las familias de las víctimas, a los heridos y en general a toda la Guardia Civil”.(...) “es un hecho gravísimo y especialmente repugnante, al haber causado víctimas entre niños, lo que una vez más pone de manifiesto la catadura moral de sus autores y de quienes aún les apoyan”.(...) “En nombre del Gobierno puedo decir que con asesinatos no hay contactos”.(...) “nada nos ha hecho cambiar sobre la importancia que tiene el acuerdo antiterrorista de todas las formaciones políticas. Y hoy es más importante que ayer el pacto antiterrorista.”

### Víctimas

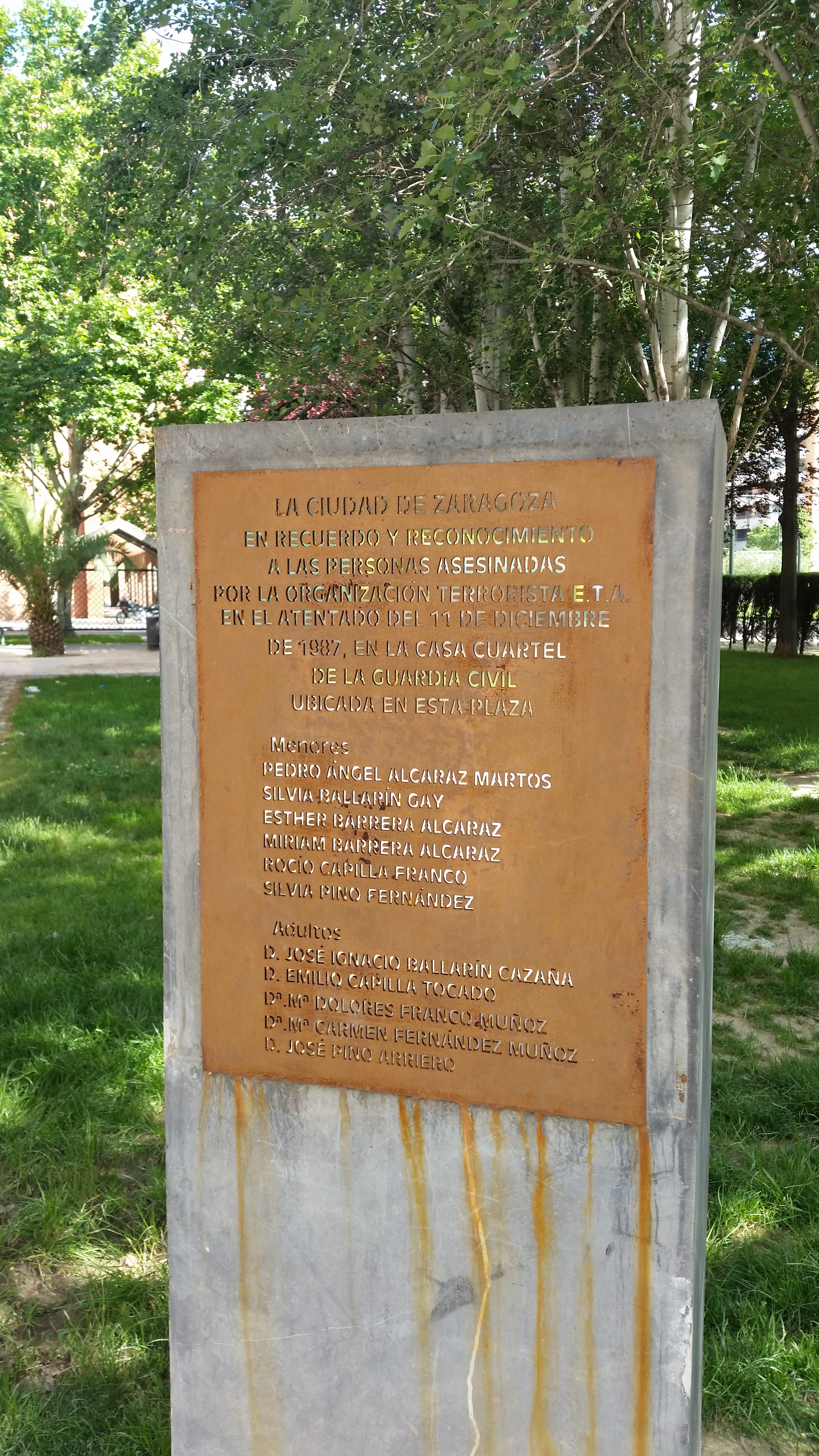
Placa homenaje con el nombre de las víctimas en el Monumento a los niños, en Zaragoza.

El balance final de fallecidos fue de 11, sin incluir al conductor del ciclomotor que fue embestido por un vehículo que se encontraba en tareas de auxilio. Esta es la lista definitiva de víctimas:
- José Pino Arriero, sargento de la Guardia Civil.
- María Carmen Fernández Muñoz, esposa del anterior
- Silvia Pino Fernández, de 7 años de edad e hija de los anteriores.
- José Ballarín Gavá, cabo de la Guardia Civil.
- Silvia Ballarín Gay, de 6 años e hija del anterior.
- Emilio Capilla Tocado, guardia civil.
- María Dolores Franco Muñoz, esposa del anterior.
- Rocío Capilla Franco, de 12 años e hija de los dos anteriores.
- Miriam Barrera Alcaraz, de 3 años.
- Esther Barrera Alcaraz, hermana gemela de la anterior.
- Ángel Alcaraz Martos, de 17 años.

## Funerales

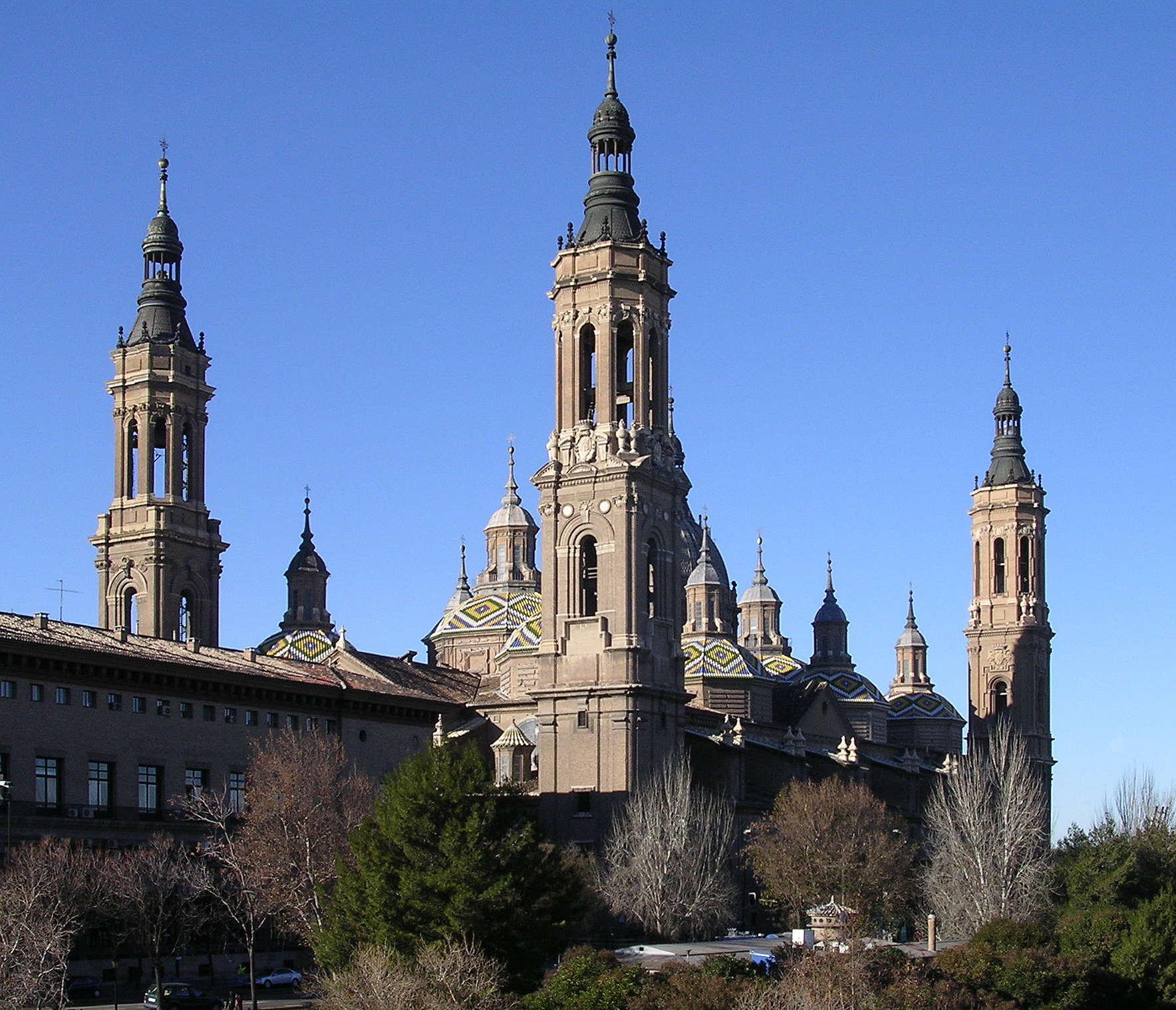
Aspecto exterior de la Basílica del Pilar, donde se llevaron a cabo los funerales por las 11 víctimas.

Los funerales por las 11 víctimas se celebraron el 12 de diciembre de 1987 en la Basílica del Pilar de Zaragoza, y fueron presididos por el presidente del Gobierno de Aragón, Hipólito Gómez de las Roces y los ministros de Defensa e Interior, Narcís Serra y José Barrionuevo, respectivamente. Posteriormente fueron trasladados a sus localidades de origen para su entierro.
Durante el funeral, se produjeron escenas de tensión y desmayos entre los asistentes. A pesar de que ningún periodista entró en la basílica, los féretros de las dos niñas de tres años coparon al día siguiente las portadas de la mayoría de los diarios nacionales, causando una fuerte repulsa hacia la banda terrorista.
El domingo 13 de diciembre se celebró en Zaragoza la mayor manifestación, hasta entonces, de la historia de la ciudad, cuando 250.000 personas se concentraron por sus calles en señal de repulsa por la matanza, precedida por una gran pancarta con el lema: “Zaragoza por la paz y contra el terrorismo”.

## Responsables

### ComandoArgala
El Comando Argala fue el responsable de la masacre de la casa cuartel de Zaragoza, así como de otros 21 atentados que dejaron un saldo de 38 muertos. Se trataba de un comando itinerante compuesto por ciudadanos franceses que tenían la posibilidad de cometer atentados y huir después a Francia (generalmente al País Vasco Francés), donde la policía española no podía actuar. Este comando se mantuvo activo desde 1978 hasta que fue desmantelado en 1990. 

#### Organización del atentado
La dirección de ETA, que en el momento del atentado correspondía al colectivo Artapalo estaba compuesta por Francisco Mujika Garmendia, Pakito, Joseba Arregi Erostarbe, Fitipaldi y  José Luis Álvarez Santacristina, Txelis.
Tal como se demostró en el juicio, la orden directa de ejecutar la matanza de Zaragoza llegó de la dirección de la banda, por parte de Josu Ternera. El experto en explosivos Fitipaldi fue el encargado de confeccionar el artefacto y su entrega a los ejecutores, y Pakito llevó a cabo el seguimiento y realizó el croquis de la casa cuartel, dando la orden directa del atentado. Una vez planificado éste, fueron cuatro ciudadanos franceses los encargados de su ejecución: Henri Parot, su hermano Jean Parot, Jacques Esnal y Frederic Haramboure.
Estos cuatro viajaron desde el País Vasco francés a Zaragoza, donde, a bordo de dos vehículos, se trasladaron a las inmediaciones de la casa cuartel. En el primero, un Renault 18 robado en Tolosa iban Parot y Esnal. En su interior se encontraba el artefacto, compuesto por unos 250 kg de amonal repartidos en tres botellas de acero. Parot estacionó el vehículo junto a la puerta de entrada, y Esnal accionó el mecanismo que produjo la explosión en un minuto y quince segundos, el tiempo justo para introducirse y huir a bordo del Peugeot 205 en el que les esperaban sus dos cómplices.

### Detenciones
Josu Ternera fue detenido en Bayona en enero de 1989. El 2 de abril de 1990 fue detenido en Sevilla Henri Parot, en un coche cargado de explosivos con el que pretendía volar la Jefatura de Policía. Esta detención trajo consigo la localización de Jean Parot, Esnal y Haramboure, detenidos de forma inmediata por la policía francesa en Bayona.
La colaboración entre la policía española y francesa condujo, el 29 de marzo de 1992, a la captura en Bidart (País Vasco Francés) de la cúpula etarra, Artapalo, integrada por Francisco Múgica Garmendia, Pakito; José Luis Álvarez Santacristina, Txelis y José María Arregi Erostarbe, Fitipaldi.

### Juicios
Tras la detención de los terroristas que idearon y ejecutaron el atentado de Zaragoza, estas fueron las condenas que les fueron  impuestas:
- Josu Urrutikoetxea Bengoetxea, Josu Ternera: Condenado en Francia a 10 años de prisión, fue extraditado a España en mayo de 1996. Tras tres años en prisión en espera de juicio, en enero de 2000 el Tribunal Supremo decretó su puesta en libertad al apreciar que sus delitos ya habían sido juzgados en Francia.[17] La Fiscalía y la Asociación de Víctimas del Terrorismo recurrieron esta decisión y Josu Ternera volvió a ser imputado como inductor del atentado, pero no compareció ante el tribunal y huyó de la justicia, siendo cursada una orden internacional de detención contra él y siendo detenido en Francia el 16 de mayo de 2019.[18]
- Francisco Mujika Garmendia, Pakito: el 18 de junio de 1993 fue juzgado por el Tribunal Correccional de París por los delitos cometidos en suelo francés, y condenado a 10 años de cárcel por ordenar y proporcionar los medios materiales para los atentados que cometió el comando Argala. Fue extraditado a España el 8 de febrero de 2000 y juzgado por la Audiencia Nacional, que le condenó el 3 de junio de 2003 a 2.354 años de prisión por 11 delitos de asesinato y otros 88 más en grado de frustración.[19]
- Joseba Arregi Erostarbe, Fitipaldi: Fue juzgado con Pakito por los mismos cargos y su condena por el atentado de Zaragoza fue también de 2.354 años.[19]
- Henri Parot, Unai: Fue juzgado por la Audiencia Nacional el 8 de marzo de 1994, siéndole impuesta la segunda condena más alta de su historia: 1.802 años de cárcel por el atentado de Zaragoza. Con 82 asesinatos a sus espaldas, Parot suma en total 26 sentencias condenatorias con las que acumula 4.800 años de prisión.[20]
- Jean Parot, Jacques Esnal y Frederic Haramboure: Capturados en Francia, fueron juzgados el 19 de junio de 1997 por un tribunal francés, y los tres fueron condenados a cadena perpetua.[21]

## Homenajes

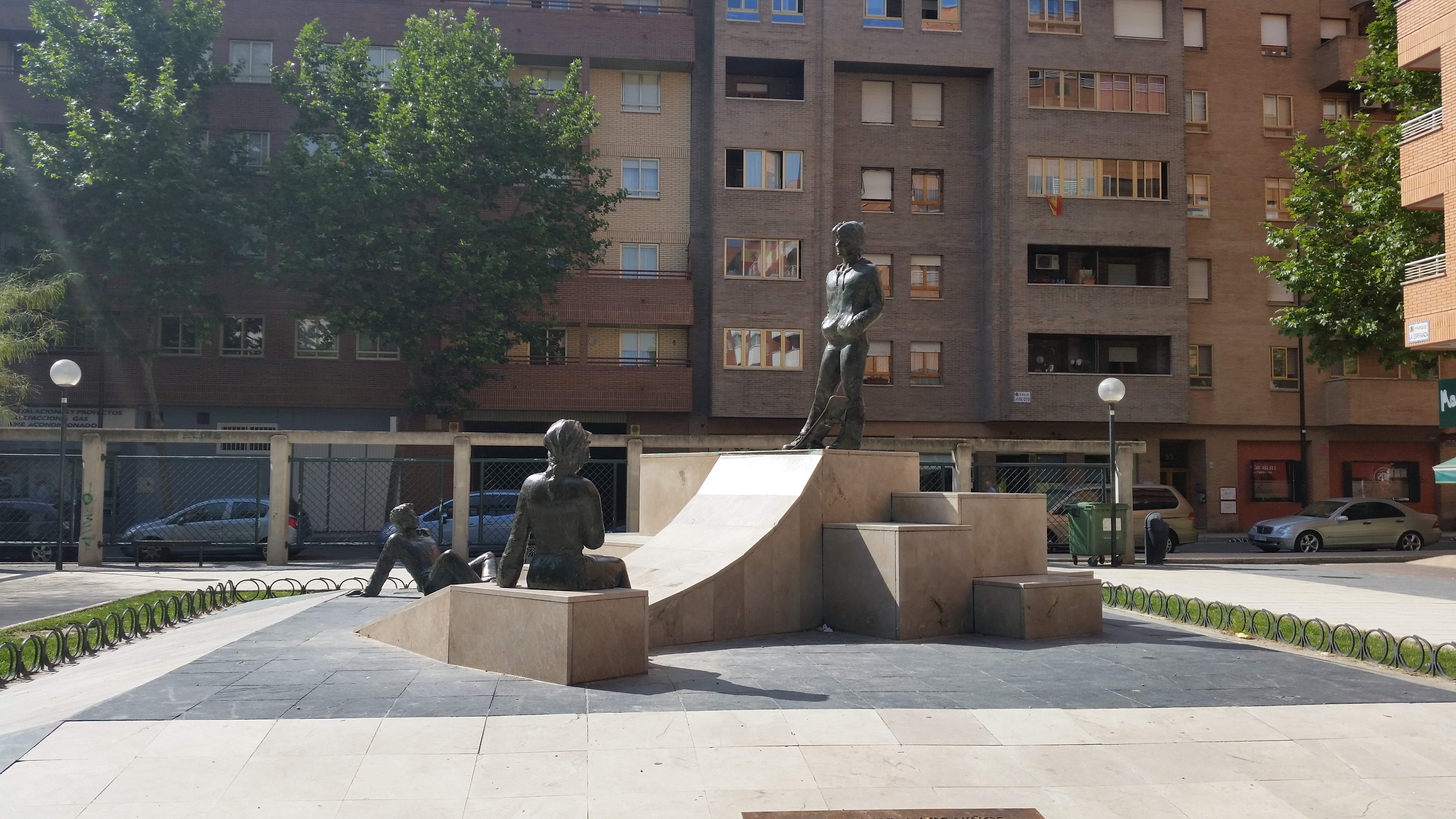
Monumento a los niños (1991, Zaragoza)

Desde 1987, cada 11 de diciembre se celebra en la ciudad un homenaje en recuerdo a las víctimas del atentado contra la casa cuartel de Zaragoza.
En el lugar donde se encontraba situado el edificio, cuyos restos fueron demolidos, se ubicó el Parque de la Esperanza, con las esculturas de unos niños jugando que representan a las víctimas más jóvenes de la masacre.
El 11 de diciembre de 2007, con motivo del 20 aniversario de la matanza, se celebró una ofrenda floral en el parque, en la que participó Pascual Grasa, el guardia que se encontraba de puertas el día del atentado, y que resultó gravemente herido en el mismo. Grasa pronunció unas palabras ante los asistentes, y recordó a los fallecidos:

"Aunque hace veinte años del atentado y 'aquel triste día parece muy lejano', el recuerdo de las víctimas permanece 'en nuestros corazones'"

Durante la conmemoración de 2009, el alcalde de la ciudad, Juan Alberto Belloch, inauguró en el lugar un monolito en el que figuraban los nombres de las 11 víctimas del atentado. Al acto acudieron también testigos y víctimas del suceso.
En 2012, al cumplirse el 25 aniversario del atentado, se celebró una eucaristía en la Parroquia de San Pío X, del barrio de La Jota, presidida por el Arzobispo de Zaragoza, D. Manuel Ureña Pastor y los sacerdotes del barrio. A la misma, asistieron el ministro del Interior, Jorge Fernández Díaz, la presidenta de Aragón, Luisa Fernanda Rudi, la presidenta de la AVT, Ángeles Pedraza, junto a varios miembros de su Junta Directiva, así como numerosos mandos de los Cuerpos de Seguridad del Estado. Posteriormente, se realizó un acto civil en el que se ofreció una corona de flores en el monolito dedicado a las víctimas en el "Parque de la Esperanza".